# ري بالرش

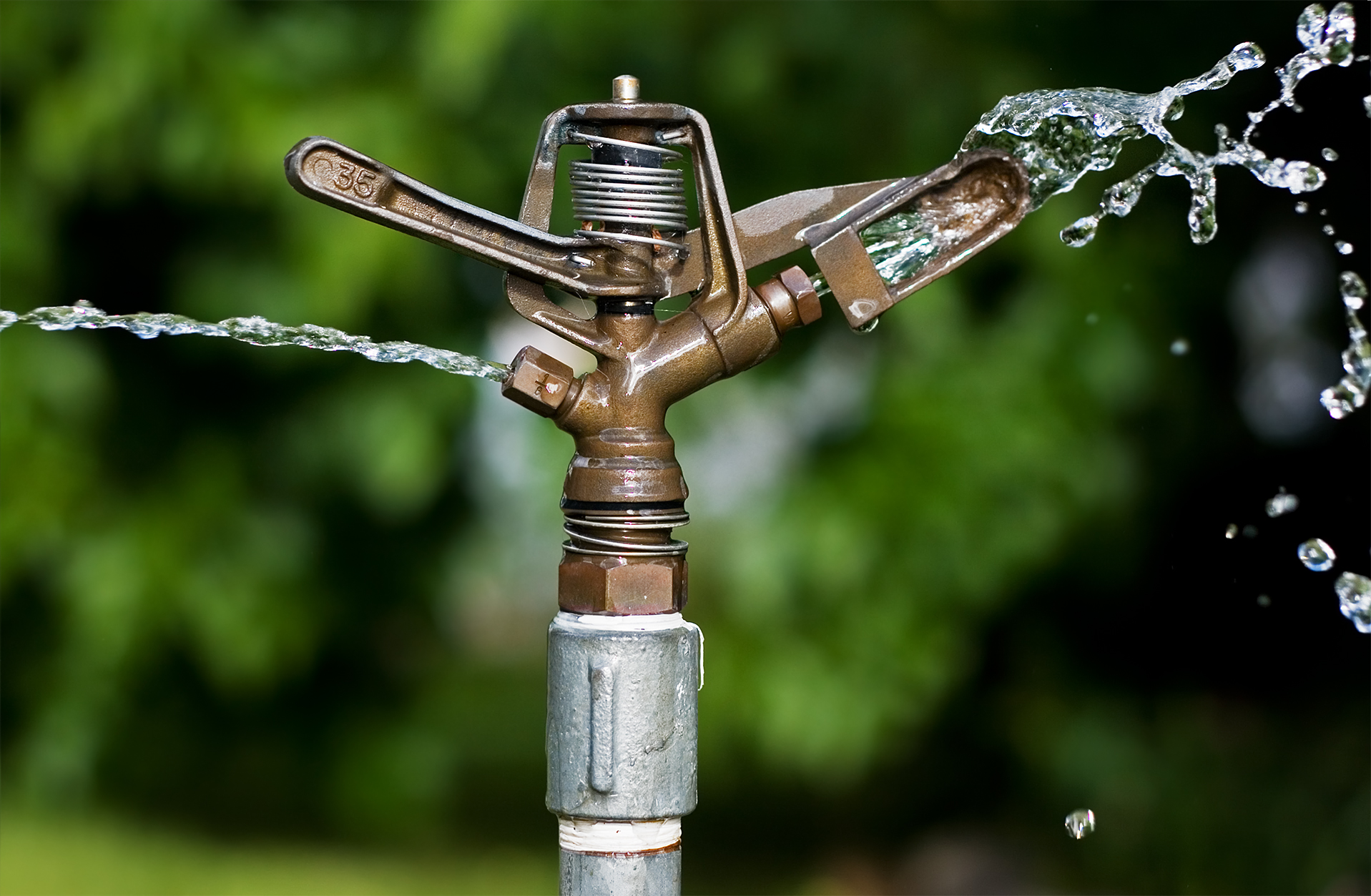
رشاش تلقائي

الري بالرش وهو أحد أنظمة الري الحديثة والتي تستخدم لري المناطق الصحرواية ذات الأرض الرملية والتي لا تستطيع الاحتفاظ بالماء لمدة طويلة (حيث أن تطبيق نظام الري بالغمر يسبب فقد لكثير من المياه مما ينتج عنه إهدار مياه الري يستعمل هذا النوع من الري لسقي الأراضي الزراعية عن طريق استخدام مرشات ناثرة للمياه على شكل مطر اصطناعي يمكن تقسيم شبكات الري بالرذاذ أو الرش إلى عدة مجموعات :
1- حسب طريقة الرش (رذاذ وضباب).
2- حسب طريقة العمل : (ثابتة، نصف متحركة ومتحركة، نقالة).
3- حسب مدى الرش (بعيده المدى تزيد عن 25 م، 6بين 12-18 م، قصيرة المدى أقل من 8 م).
- يوجد أيضا شبكات الري العملاقة (المحورية Pivot) وهي متحركة مركبة على هيكل معدني متحرك على طول القطعة المزروعة تكمل دورتها الحركية حسب برنامج مؤقت مسبقاً.
مميزات الري بالرش:

1-إمكانية تقليل فقد المياه بالجريان السطحي وحت ونحر التربة إلى أقل حد ممكن.
2-يمكن استخدام مصدر مياه ذو تصاريف مستمرة وصغيرة بكفاءة عالية.
3-يمكن استخدام هذا النظام في الأراضي التي يوجد بها طبقات صماء قريبة من السطح.
4-يمكن إضافة المياه بكميات بسيطة وعلى فترات متقاربة بكفاءة عالية.
5-يمكن ري الأراضي غير المستوية السطح وذات طبوغرافية صعبة.
6-سهولة استخدام الماكينة الزراعية بكفاءة عالية مما يوفر في الأيدي العاملة.
7-يمكن تقليل استخدام الأيدي العاملة إلى أقل حد ممكن وأيضاً استخدام أيدي عاملة غير مدربة جيداً وذلك في نظام الري بالرش الثابت.
8-يمكن استعمالها في الأراضي المتوسطة والعالية النفاذية حيث تزيد معدلات التسرب ويصعب حال اتباع طرق الري السطحي التحكم في توزيع مياه الري مما يتسبب عنه فقد نسبة كبيرة من مياه الري بالتسرب العميق بعيداً عن متناول المجموع الجذري.
9-يمكن التحكم في توزيع ماء الري توزيعاً متجانساً في قطاع التربة دون التأثر بخواص التربة أو طبوغرافيتها كما يمكن التحكم في كمية المياه المضافة إلى التربة بحيث لا تزيد الماء الأرضي مما يؤدي إلى ارتفاع مستواه في الأراضي الحساسة أو التي تعاني من مشكلة صرف.
10-لا يتسبب منها فقد للعناصر الغذائية في قطاع التربة نتيجة للتسرب العميق الذي يصاحب طرق الري السطحي أو نتيجة للجريان السطحي عند الري السطحي على الميول الشديدة وهذا في حالة التصميم والتنفيذ الجيد للنظام.
11-يعمل الري كملطف لحرارة الجو المرتفعة فتحمي بذلك النباتات التي تتساقط أزهارها أو ثمارها نتيجة لارتفاع درجة الحرارة كما في الحمضيات والعنب.
12-نظام الري بالرش يوفر في مساحة الأرض المزروعة حيث تشغل المساقي والمصارف في حال الري السطحي ما يقارب من 10-12% من المساحة الكلية.
13-تحت الظروف الباردة حيث تتأثر النباتات بالصقيع فإن الري بالرش يحد من خطورة هذا الأثر حيث تنفرد طاقة حرارة مقدارها (80) سعراً حرارياً تقريباً لكل غرام ماء يتحول من الحالة السائلة إلى الحالة المتجمدة فتعمل هذه الطاقة على موازنة ما يفقده النبات من حرارة الجو المحيط به والأكثر منه برودة.